# Echo Wisły
Echo Wisły (podtytuł: Miesięcznik informacyjny) – lokalny miesięcznik informacyjny wydawany od 1999 r. w mieście Wisła. ISSN 1507–6059; nr indeksu: 355 895.
Czasopismo powołała do życia ówczesna dyrektor Wiślańskiego Centrum Kultury i Informacji, Irena Kmieć, z początkiem 1999 r. Pierwszym redaktorem została Katarzyna Jankowska, zaś pierwszy numer ukazał się w marcu 1999 r. „Echo Wisły” zostało historycznym „następcą” wydawanego przez Urząd Miejski w Wiśle do lutego tegoż roku „Informatora Miejskiego Wisły”.
Pierwszy numer „Echa” liczył zaledwie 8 stron formatu A4. Wraz z rozwojem miasta rosło zainteresowanie mieszkańców nowym lokalnym periodykiem. „Echo Wisły” zaczęło się powiększać i zmieniać. Już trzeci numer miał objętość 10 stron, a dwunasty - 12. Od numeru 59 (styczeń 2004 r.) objętość wynosiła 16 stron. W grudniu 2000 r. nastąpiła zmiana na stanowisku redaktora. Funkcję tę objęła Aleksandra Kąkol. Redaktorem naczelnym została Lidia Forias.
Pierwsze numery czasopisma były bezpłatne, następnie ustalona została cena 1,10 zł/egz. Nakład początkowy w wysokości 1500 egz., od numeru 59 (styczeń 2004 r.) ustalił się na poziomie 1200 egz. Od nr 82 (styczeń 2006) cena wzrosła do 1,50 zł/egz. W lipcu 2007 r. „Echo Wisły” obchodziło jubileusz wydania 100 numeru. W 2008 r. funkcję redaktora objął Łukasz Bielski. W październiku 2012 r. ukazał się numer 163 (redaktorem naczelnym była Maria Bujok, a redaktorem prowadzącym Łukasz Bielski; nakład wynosił 1100 egz.), zaś numer 200 miesięcznika ukazał się w listopadzie roku 2015.
Aktualnie (czerwiec 2019 - wyszedł nr 243) pismo wydaje Wiślańskie Centrum Kultury. Jego dyrektorem i jednocześnie redaktorem naczelnym od 18 marca 2019 jest Katarzyna Czyż–Kaźmierczak. Redaktorem prowadzącym jest Łukasz Bielski. Objętość czasopisma wynosi 24 strony formatu A4. Druk czarno-biały, okładki (strony 1,2,23,24) w kolorze. Nakład 600 egz., cena 3,00 zł/egz. „Echo Wisły” należy do Polskiego Stowarzyszenia Prasy Lokalnej.
W związku z pandemią COVID-19 w kwietniu 2020 r. "Echo" nie ukazało się w formie papierowej. Zamiast tego przeniesiono je do internetu - materiały, częściowo przygotowane w formie wideo - dostępne były na stronie facebookowej Wiślańskiego Centrum Kultury oraz na stronie internetowej miasta. Przez kolejne dwa lata wydawane było w ten sposób "Wirtualne Echo Wisły". Pierwszy po przerwie papierowy numer czasopisma z datą "Wiosna 2022" i dopiskiem "Kwartalnik informacyjny" pojawił się w sprzedaży w marcu 2022 r. w cenie 3,- zł za egzemplarz.